# Deciusz
Deciusz (Decjusz, Dycz, Decius) – polski herb szlachecki z nobilitacji. Według Juliusza Karola Ostrowskiego jest to odmiana herbu Topór.

## Opis herbu
Tarcza czwórdzielna w krzyż, z polem sercowym.
W polach I i IV, czerwonych, topór srebrny.
W polach II i III, dzielonych w słup, z lewej srebrnych, z prawej czerwonych, orzeł dwugłowy, czarny.
W polu V, dzielonym w pas, od góry złotym, od dołu czarnym, sierp srebrny.
W klejnocie sierp srebrny między dwoma skrzydłami orlimi złoto-czarnymi w pas.
Barwy labrów nieznane.
Ostrowski podaje orła dzielonego w słup, czerwono-srebrnego. Taką wersję zdaje się popierać wizerunek herbu cesarskiego Tęczyńskich, udzielonego Decjuszowi, gdzie orły są czerwono-srebrne.

## Najwcześniejsze wzmianki
Herb z nobilitacji Justa Ludwika Decjusza. Pierwotnie, Decjusz otrzymał herb od cesarza Maksymiliana w 1519. Następnie, Decjusz, jako sekretarz królewski, otrzymał polską nobilitację 29 czerwca 1531, przy okazji której dołączono herb cesarski Tęczyńskich – Topór udostojniony orłami.

## Herbowni
Decius – Deciusz – Decjusz.